# Самоа на летних Олимпийских играх 2000
Самоа принимала участие в Летних Олимпийских играх 2000 года в Сиднее (Австралия) в четвёртый раз за свою историю, но не завоевала ни одной медали. Страну представляли 4 мужчины и 1 женщина, принимавшие участие в соревнованиях по боксу, греко-римской борьбе, велоспорту, дзюдо и тяжёлой атлетике.

## Результаты соревнований

### Бокс
Спортсменов — 1
| Спортсмен  | Категория | 1/8 финала               | Четвертьфинал        | Полуфинал            | Финал                |
| Спортсмен  | Категория | Соперник и результат     | Соперник и результат | Соперник и результат | Соперник и результат |
| ---------- | --------- | ------------------------ | -------------------- | -------------------- | -------------------- |
| Пога Лалау | 91 кг     | Султан Ибрагимов Пор RSC | Не прошёл            | Не прошёл            | Не прошёл            |

### Борьба
Спортсменов — 1
Греко-римский стиль
| Спортсмен       | Категория | Групповой турнир                                                          | 1/4 финала           | 1/2 финала           | Финалы               | Место |
| Спортсмен       | Категория | Соперник и результат                                                      | Соперник и результат | Соперник и результат | Соперник и результат | Место |
| --------------- | --------- | ------------------------------------------------------------------------- | -------------------- | -------------------- | -------------------- | ----- |
| Фаафетаи Иутана | 76 кг     | Артур Михалкевич Пор 0:4 Давид Манукян Пор 0:4 Вячеслав Макаренко Пор 0:4 | Не прошёл            | Не прошёл            | Не прошёл            | 19    |

### Велоспорт
Спортсменов − 1

#### Шоссейный велоспорт
Женщины
| Соревнование    | Спортсмен      | Время | Место | Отставание |
| --------------- | -------------- | ----- | ----- | ---------- |
| групповая гонка | Бьянка Нетцлер | DNF   | DNF   | DNF        |

### Дзюдо
Спортсменов — 1
Соревнования по дзюдо проводились по системе на выбывание. В утешительные раунды попадали спортсмены, проигравшие полуфиналистам турнира. Два спортсмена, одержавших победу в утешительном раунде, в поединке за бронзу сражались с проигравшими в полуфинале.
Мужчины
| Соревнование | Спортсмены         | Первый раунд       | Второй раунд                     | 1/8 финала                   | Четвертьфинал        | Полуфинал            | Финал                | Место |
| Соревнование | Спортсмены         | Соперник Результат | Соперник Результат               | Соперник Результат           | Соперник Результат   | Соперник Результат   | Соперник Результат   | Место |
| ------------ | ------------------ | ------------------ | -------------------------------- | ---------------------------- | -------------------- | -------------------- | -------------------- | ----- |
| до 73 кг     | Траволта Уотерхаус | Не участвовал      | Д. Маддалони (ITA) П 0000 — 0201 | Утешительный турнир          | Завершил выступление | Завершил выступление | Завершил выступление | 13    |
| до 73 кг     | Траволта Уотерхаус | Не участвовал      | Д. Маддалони (ITA) П 0000 — 0201 | Х. Мусса (TUN) П 0000 — 1020 | Завершил выступление | Завершил выступление | Завершил выступление | 13    |

### Тяжёлая атлетика
Спортсменов — 1
Мужчины
| Спортсмен   | Категория | Масса | Рывок | Рывок | Рывок | Толчок | Толчок | Толчок | Всего | Место |
| Спортсмен   | Категория | Масса | 1     | 2     | 3     | 1      | 2      | 3      | Всего | Место |
| ----------- | --------- | ----- | ----- | ----- | ----- | ------ | ------ | ------ | ----- | ----- |
| Офиса Офиса | 85 кг     | 84,80 | 135   | 145   | 145   | 175    | 180    | 180    | 310   | 18    |